# イントレピッド海上航空宇宙博物館

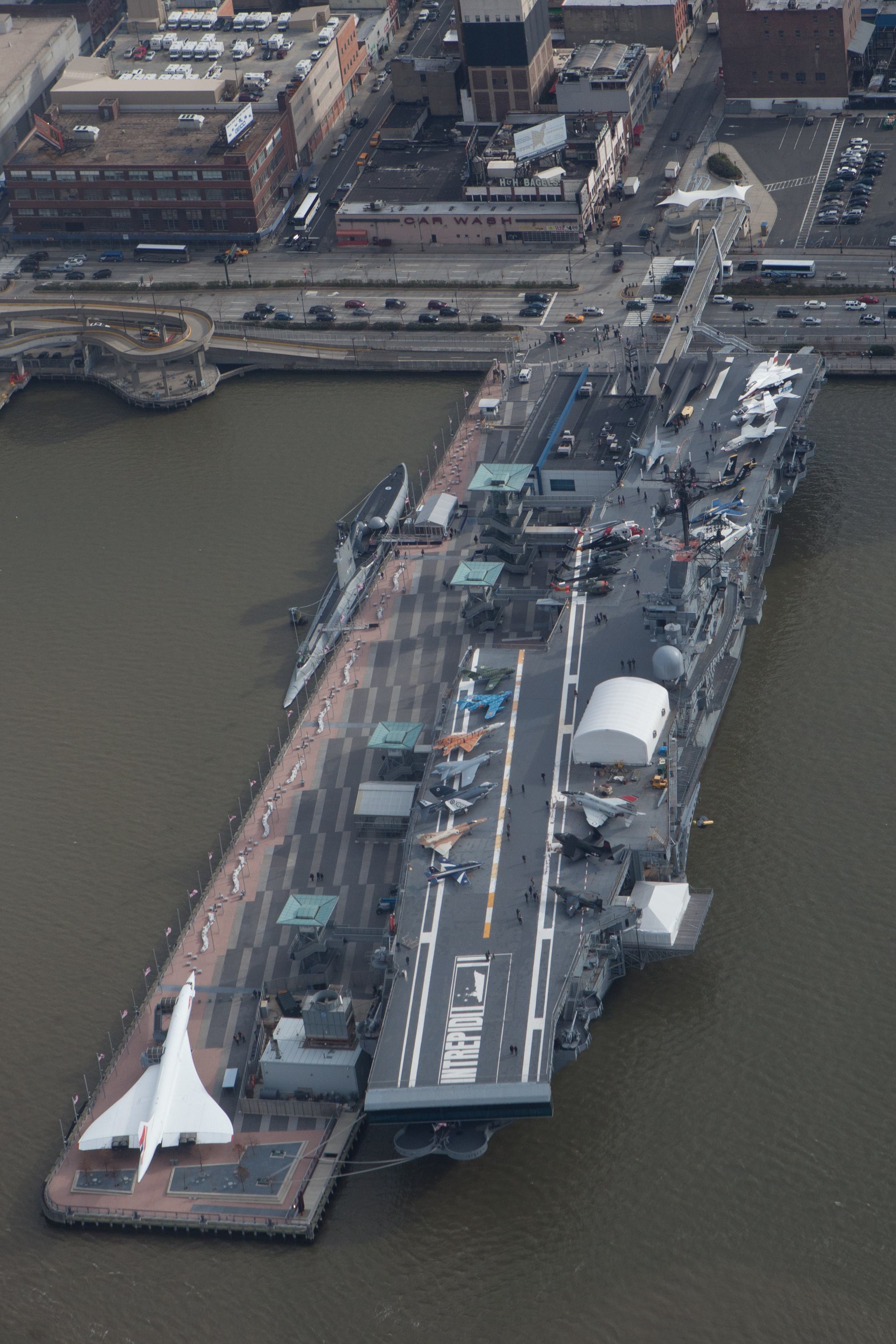
イントレピッド海上航空宇宙博物館

イントレピッド海上航空宇宙博物館（イントレピッド かいじょう こうくう うちゅう はくぶつかん　Intrepid Sea, Air & Space Museum）はニューヨーク市マンハッタンにある博物館。アメリカ海軍で使用されていたエセックス級航空母艦「イントレピッド」を利用したものであり、艦船や航空機の展示を行っている。案内書によっては、「イントレピッド海洋航空宇宙博物館」と書かれている場合もある。

## 概要
この博物館は、ウエストサイド・マンハッタンのハドソン川沿いの西岸・86番桟橋にある。イントレピッド財団が運営を行っており、1982年に開館した。空母「イントレピッド」は1986年にアメリカ合衆国国定歴史建造物に指定されている。
空母「イントレピッド」は同博物館の本館として機能しており、飛行甲板上には各種航空機が展示されている。この他86番桟橋では潜水艦やコンコルドも展示されている。また博物館にはアメリカ海兵隊の募集事務所があるほか、艦隊週間の際にはホストとして機能する。また館内にはレストランやミュージアムショップなどの各種施設もある。

## 沿革

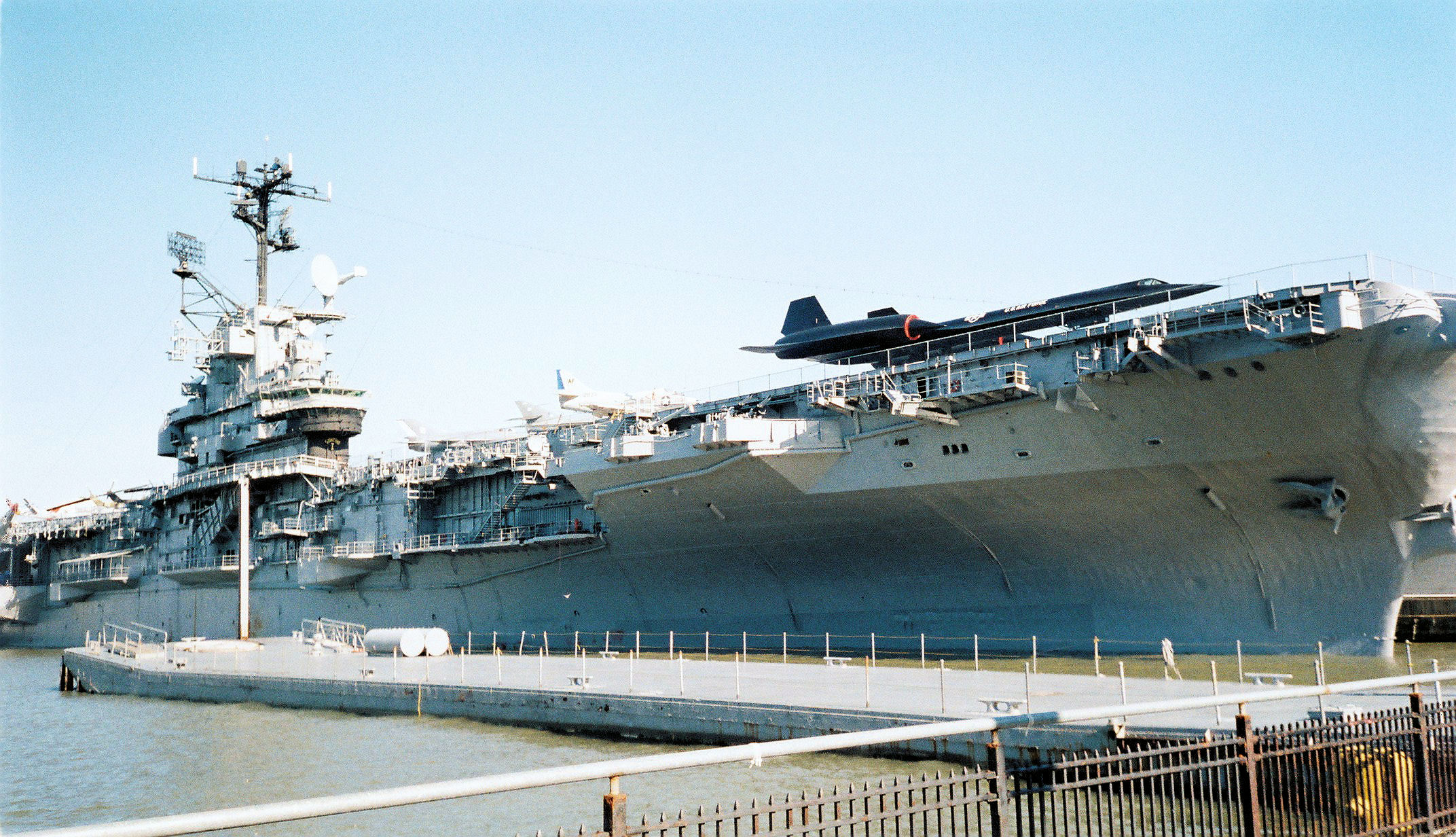
右舷側 (2001年)

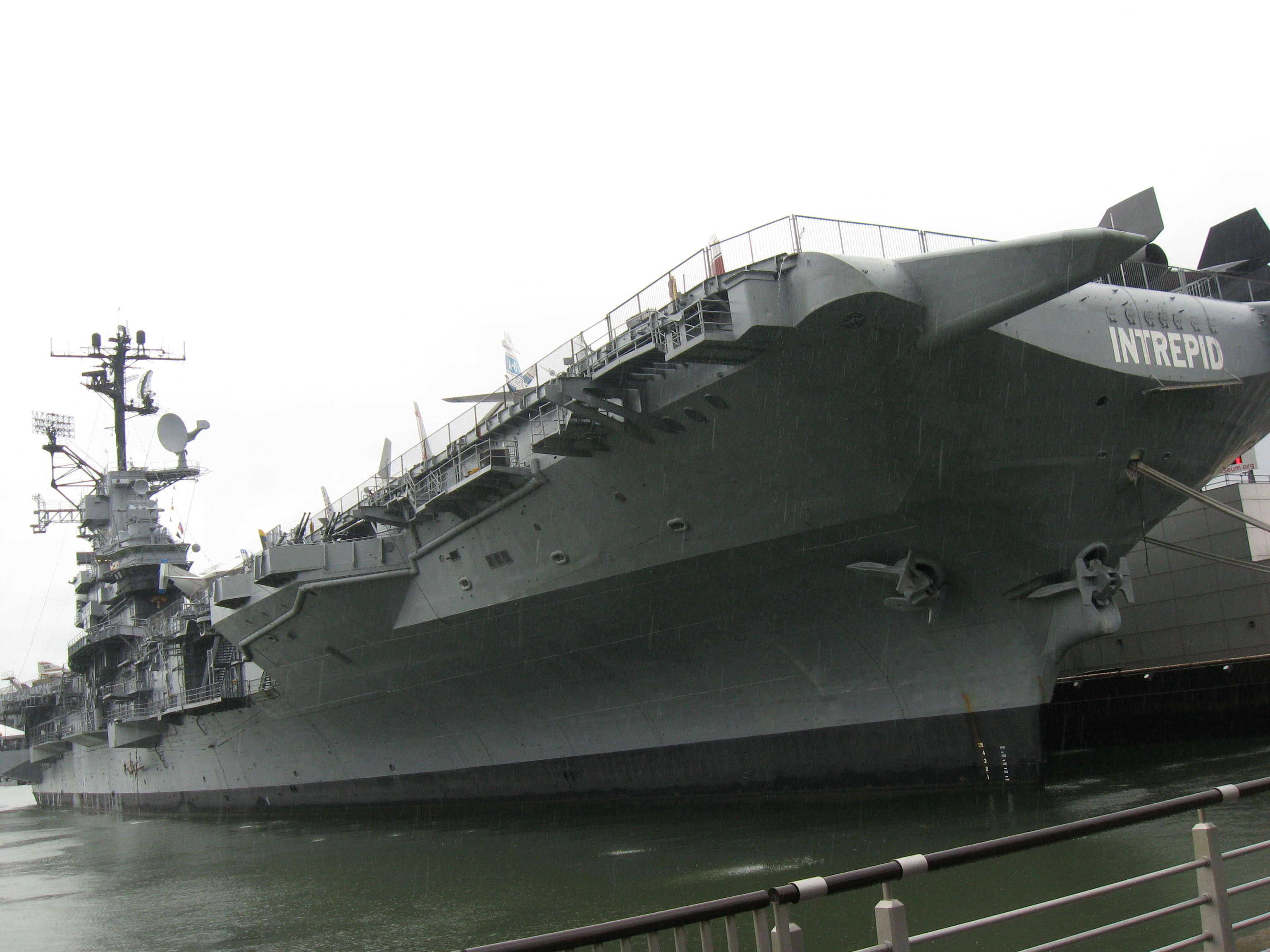
右舷側 (2011年)

退役後の空母「イントレピッド」を博物館として再利用されることが1982年8月に決定されると、船体はニューヨーク市マンハッタン中心部西46番丁目 (West 46th Street) の西端でハドソン川に張り出している86番桟橋 (Pier 86) に係留され、イントレピッド海上航空宇宙博物館として生まれ変わり、多くの観光客を集めるマンハッタンの名所のひとつとなった。
しかし築80年以上になる86番桟橋は老朽化が著しく、構造強度の劣化から崩壊の可能性が指摘されると、2006年にはこの86番桟橋を近代的なものに改築するのと同時に、「イントレピッド」にも補修改修工事を施すためにハドソン川を約8キロメートル下ったニュージャージー州ベイヨンのドライドックへ一時移動させることになった。そこで夏から秋にかけて船体周辺の河床堆積土砂を浚渫し、この年の大潮満潮が最大となる11月6日、タグボートが6隻で「イントレピッド」の曳航を試みたが、24年間に予想以上に堆積していた土砂にスクリューとられて離岸直後に座礁してしまった。このため一時は船体を解体して撤去する可能性までもが取り沙汰されたが、海軍および陸軍工兵司令部の協力を得て詳細な調査を行ったところ、もう少し堆積土砂を撤去すれば次の大潮満潮時に離礁させることが可能という結論に至り、さらなる浚渫を行った結果、同年12月5日に離礁に成功した。ドックに曳航された「イントレピッド」には、飛行甲板の修理、未公開エリアの整備、外装の再塗装などの補修改修工事が施され、2008年秋には新築成った86番桟橋に無事戻され博物館として再オープンした。

## 主な展示
| 飛行甲板上の展示 (2006年) |  | エンタープライズを収容 (2012年) |
| 飛行甲板上の展示 (2006年) |  | エンタープライズを収容 (2012年) |

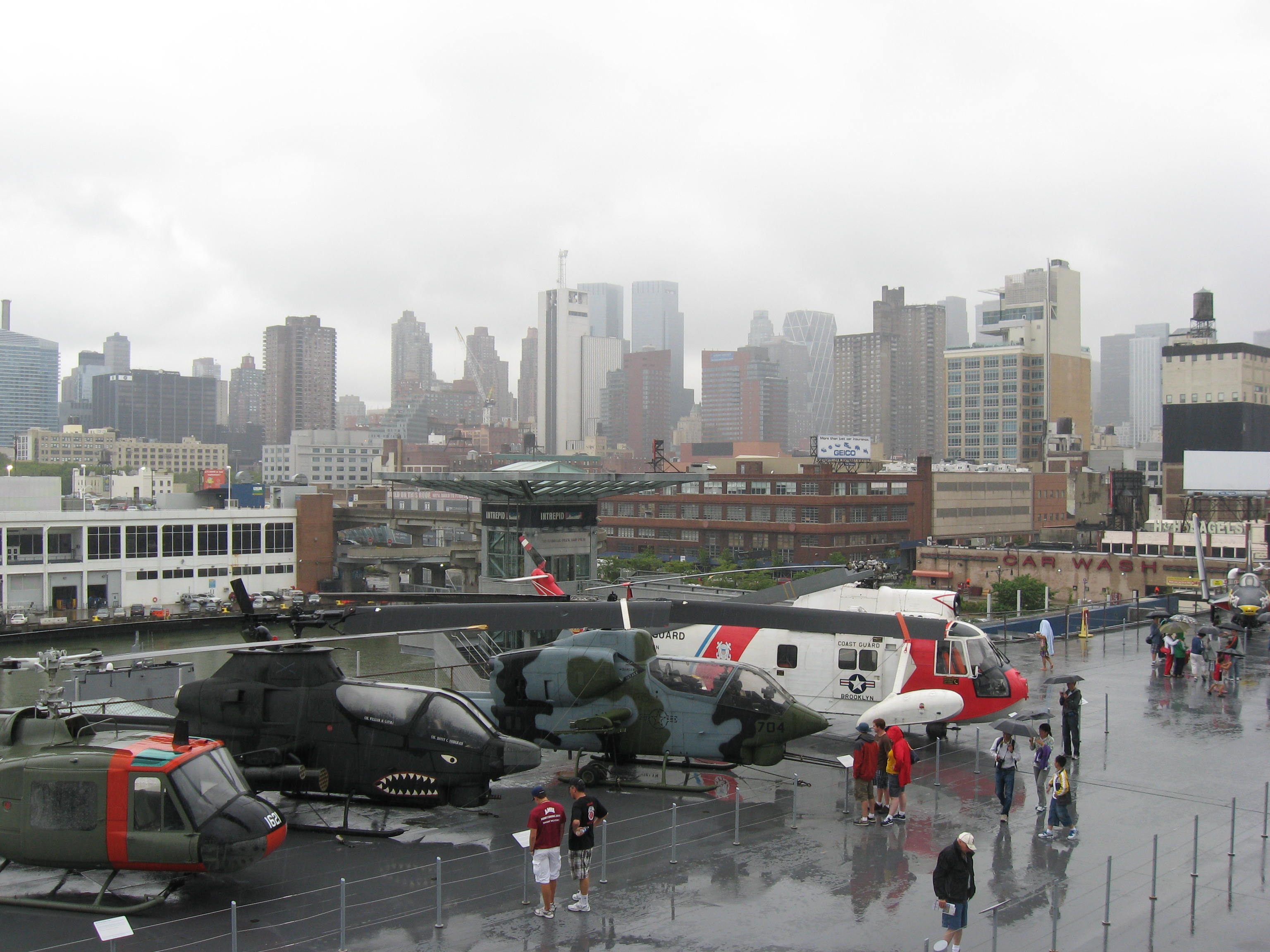
艦上展示機 (2011年) - 背景はマンハッタンの街並

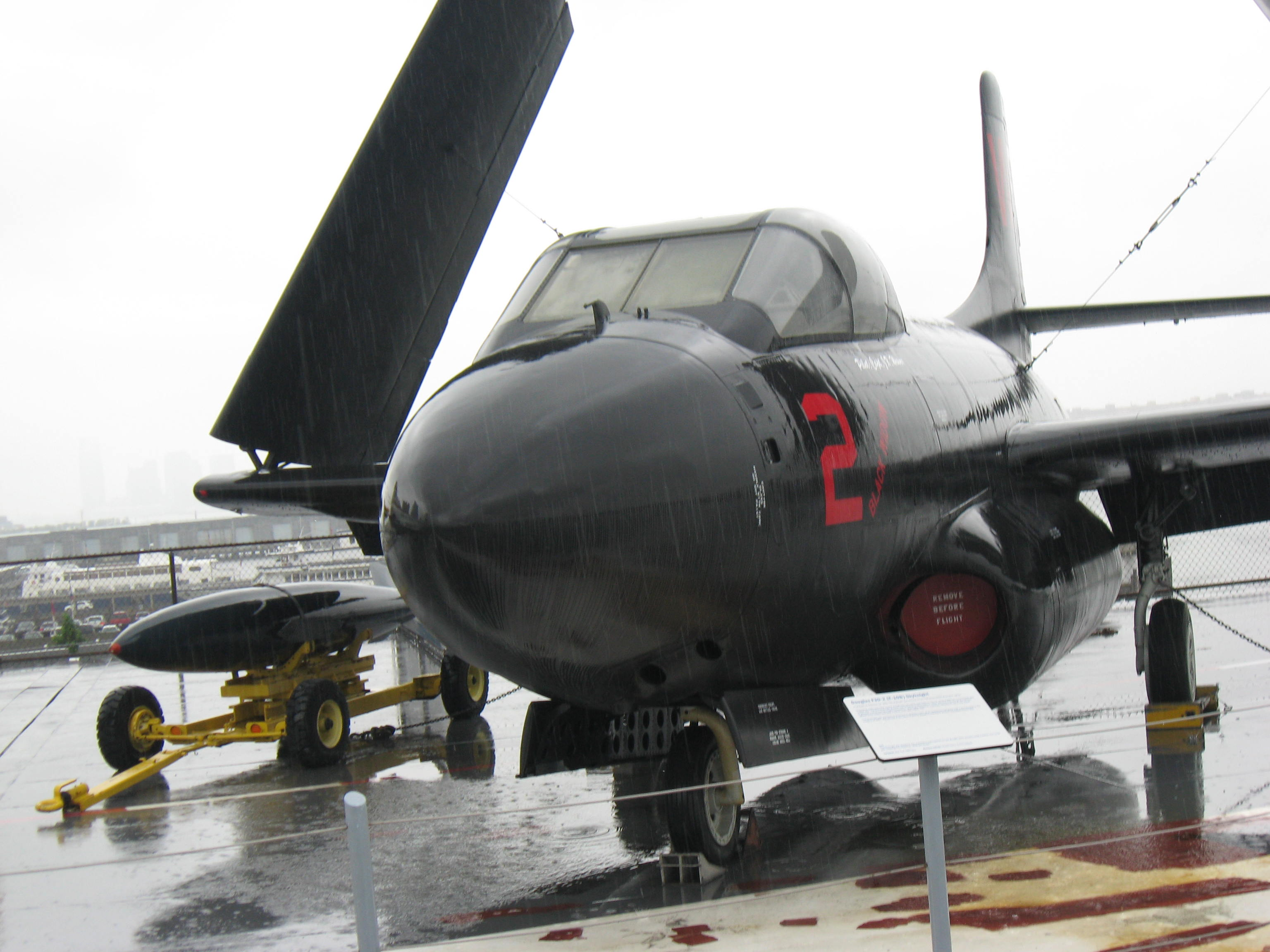
エンタープライズと入れ替わりになった F3D スカイナイト (2011年撮影)

2012年よりスペースシャトル1号機エンタープライズがイントレピッド海上航空宇宙博物館で展示されることになり、その展示スペースを確保するために MiG-15、シミター攻撃機、F3D スカイナイトの3機がグレンヴィル (w:Glenville, Schenectady County, New York) のエンパイアステート航空宇宙博物館に移送された。

### イントレピッドとその艦上
- エセックス級航空母艦イントレピッド
- スペースシャトル試験機 エンタープライズ（2012年以降展示）
- SR-71 ブラックバード（A-12）
- F-4N ファントム
- F-14 トムキャット
- シュペルエタンダール
- クフィル
- ハリアー（AV-8C）
- MiG-21
- AH-1 コブラ（AH-1J）

### 86番桟橋
- グレイバック級潜水艦グロウラー (SSG-577)（1989年以降展示）
- コンコルド（2004年以降展示）

### 過去展示
- フォレスト・シャーマン級駆逐艦エドソン(DD-946)（1989年から2004年まで展示）
- MiG-15（2012年まで展示）[1]
- シミター攻撃機（2012年まで展示）[1]
- F3D スカイナイト（2012年まで展示）[1]